# بومیکا چاولا
بومیکا چاولا (انگلیسی: Bhumika Chawla؛ زادهٔ ۲۱ اوت ۱۹۷۸) یک هنرپیشه اهل هند است. وی از سال ۲۰۰۰ میلادی تاکنون مشغول فعالیت بوده‌است.
از فیلم‌هایی که وی در آن نقش داشته است می‌توان به به نام تو اشاره کرد.

## فیلم‌شناسی
فهرست برخی از فیلم‌هایی که بومیکا چاولا در آنها به ایفای نقش پرداخته است:
- به نام تو
- آنچه دل بخواهد
- خانواده
- دویدن
- هرچه دل بگوید...
- گاندی، پدر من
- دونی
- زنجیر
- شهرت
- یک
- خوش آمدی
- سیتا رامام
- پسر طبقه متوسط
- عشق گذشته
- برادر کسی عشق کسی
- دور برگردان
- سوت بزن
- سوسک